# 486898 LaForge
486898 LaForge este o planetă minoră (asteroid) din centura de asteroizi. A fost descoperită pe 8 martie 2013 la Haleakalā Observatory⁠(d) de . 
Obiectul prezintă o orbită caracterizată de o semiaxă mare de 3,0797521408562 UAi, o excentricitate de 0,018963726981623, o înclinație de 9,754346190121 ° în raport cu ecliptica.